# Ракетные катера типа «Хельсинки»
Раке́тные катера́ ти́па «Хе́льсинки» (фин. Helsinki-luokan ohjusvene) — финские ракетные катера, состоявшие на вооружении ВМС Финляндии и ныне несущие службу в ВМС Хорватии. Пришли на замену катерам типа «Туйма», ныне вместо них в финском флоте служат катера типа «Раума».

## История и служба
Корабли строились на верфи «Вяртсиля» в Хельсинкских доках. Изначально классифицировались как «торпедные катера» или «катера быстрого реагирования», но в ВМС Финляндии получили статус «ракетных катеров» благодаря своему тяжёлому вооружению. Каждый корабль был вооружены 8 ракетами RBS-15, артустановками Bofors калибра 57 мм и ЗСУ-23-23, а также двумя бомбомётами.

### ВМС Финляндии
Два ракетных катера «Хельсинки» и «Турку» были спущены на воду в 1980-е годы и прослужили до 2002 года, когда были исключены из состава флота. В 1990-е годы наблюдателями была отмечена средняя живучесть кораблей, и в 2006—2008 годах планировалось провести ремонт обоих катеров, но из-за недостатка финансов этот план был отменён. До 2011 года суда использовались как учебные, пока не были пущены на слом.

### ВМС Хорватии
Другие два корабля — «Оулу» и «Котка» — 2 ноября 2008 года прибыли в Хорватию. Правительство Хорватии выплатило за оба катера символическую сумму в размере, по разным данным, от 6 до 9 миллионов евро (около 65 миллионов хорватских кун), завершая сделку по приобретению 126 бронетранспортёров Rosomak. После ремонта и покраски в январе 2009 года корабли вступили в состав ВМС Хорватии. Корабли согласно действующему плану будут в строю до 2020—2022 годов, планируется оснастить их ПЗРК «Мистраль» и «Стрела-10».